# Минимальный возраст вступления в брак
Минимальный возраст вступления в брак или брачный возраст — это возраст, с которого человек получает право вступать в брак самостоятельно, а также с родительского или иного согласия.
Брачный возраст зависит от страны и может быть разным для девушек и юношей. До недавнего времени, брачный возраст для девушек во многих странах был ниже, чем для юношей. Однако теперь, во многих местах, его сравняли для соблюдения гендерного равенства. Возраст и другие необходимые для вступления в брак условия в разных странах варьируются, но, как правило, возраст устанавливается с восемнадцати лет. В большинстве стран разрешается вступление в брак в возрасте, ранее установленного, с согласия родителей или судебного одобрения, в некоторых странах также позволяют молодым людям жениться, если девушка беременна. Брачный возраст не следует путать с совершеннолетием или возрастом сексуального согласия, хотя в некоторых местах. Во многих развивающихся странах официальные предписания уровня брачного возраста являются всего лишь руководящими принципами. В некоторых обществах брак с лицом (как правило, с девушкой) в возрасте до 18 лет рассматривается как детский брак. 55 стран в 1962 году приняли Конвенцию о разрешении на брак, минимальном брачном возрасте и регистрации брака для законодательного установления минимального брачного возраста, а также отмены обычаев, религиозных и племенных (родовых) законов в этой части.
Когда брачный возраст ниже по религиозному праву, чем по закону страны, то преобладает закон государства. Тем не менее некоторые религиозные общины не принимают верховенство государственного права в этом вопросе, что может приводить к бракам в детском возрасте или бракам по принуждению. 123 участника Дополнительной конвенции 1956 года об упразднении рабства согласились принять минимальный возраст для вступления в брак.

## История и социальные отношения
Исторически сложилось, что возраст согласия для сексуального союза определялся племенным обычаем или являлся предметом обсуждения и принятия решения семьи. В большинстве случаев он совпадал с появлением признаков полового созревания: менструации для девушки и появления лобковых волос для мальчика.
В Древнем Риме было принято, что девушка выходила замуж и имела детей вскоре после наступления половой зрелости. Римским правом устанавливалось, чтобы возраст невесты достигал по крайней мере 12 лет. По Римскому праву на первые браки для невест в возрасте от 12 до 24 лет требовалось согласие невесты и её отца; но, в конце античного периода, римское право разрешает женщинам старше 25 выходить замуж без согласия родителей. Католическое каноническое право следовало римскому праву, но в XII веке католическая церковь резко изменила правовые нормы касательно брачного согласия, позволяя девушкам старше 12 лет и парням старше 14 лет обручаться без одобрения родителей, даже если их брак заключён тайно. Приходские исследования подтвердили, что женщины позднего средневековья иногда выходили замуж вопреки согласию родителей. Политика католической церкви о признании действительными тайных браков и браков без согласия родителей, была спорной и в XVI веке французская монархия и лютеранская церковь пытались закончить эту практику с ограниченным успехом.
В Западной Европе возрастало влияние христианства и манора, которые создавали стимулы для сохранения нуклеарных семей и, таким образом, возраст вступления в брак увеличился; Западная Церковь учредила брачные законы и обычаи, брак законов и практики, которые подрывали большие родственные группы. Уже с IV века церковь воздержалась от любых обычаев, которые могут привести к увеличению семьи, например таких, как усыновление, полигамия, сожительство вне брака, развод и повторный брак. Церковь жёстко отговаривала и запрещала единокровные браки — модели брака, которые представляли собой средство для сохранения рода (и таким образом его власти) на протяжении всей истории. Церковь также запретила браки, в которых невеста не давала очевидного согласия на союз. После падения Рима манорализм помог ослабить узы кровного родства и, таким образом, власть кланов; ещё в IX веке в северо-западной Франции семьи, которые работали на усадьбах (манорах), были маленькими, состоящие из родителей и детей, а иногда бабушки и дедушки. Церковь и государство становятся союзниками в стирании сплочённости и, таким образом, политической власти кланов; Церковь стремилась заменить традиционную религию, которая являлась связующим звеном родственных групп, и подставляя авторитет старейшин родовой группы с, несмотря на древность религии; то же время власть царя подорвана восстаниями со стороны самых мощных родственных групп, кланов или секций, чьи заговоры и убийства угрожали власти государства, а также требовали от владельцев помести (манор) покорности, податливости рабочих. Как крестьяне и холопы жили и работали на фермах, которые арендовали у помещика, так они должны были испрашивать разрешение господина, чтобы жениться; пары, поэтому, должны были подчиняться владельцу поместья и ждать, пока маленькая ферма не освобождалась или становилась доступной для них, чтобы они могли пожениться и заводить детей; те, кто могли и откладывали женитьбу, по-видимому, получали от помещика вознаграждение, кто нет — оставались без вышеупомянутого вознаграждения. Например, в средневековой Англии брачный возраст можно увидеть в качестве переменной, зависящей от экономических обстоятельств, пары откладывали бракосочетания до конца 20-х годов, так как в то время были плохие времена и понизился средний подростковый возраст после Чёрной смерти, когда наблюдался дефицит рабочих, налицо, что бракосочетание подростков в Англии не было нормой.
В средневековой Восточной Европе, с другой стороны, патрилокальность славянских традиций задерживала ранние и универсальные браки (как правило, невесты в возрасте 12—15 лет, с менархе в среднем в 14 лет), поместная система только проникала в восточную Европу и имела меньшее влияние на клановую систему там, таким образом и отсутствовали строгие запреты на единокровные браки.
Первый записанный закон о разрешённом возрасте упоминается 800 лет назад. В 1275 году в Англии в рамках закона об изнасиловании, в статуте Вестминстер 1, названо преступлением «похищение» «девы, не достигшей возраста» (англ. maiden within age), с её согласия или без него. Фраза «в возрасте» (англ. within age) истолкована юристом сэром Эдвард Коуком в смысле не достигшей возраста вступления в брак, который в то время был 12 лет. В XII веке юрист Грациан, влиятельный основатель канонического права в средневековой Европе, принимал за возраст половой зрелости для брака между 12 и 14 годами, но соглашение на вступление в брак могло быть заключено для детей старше 7 лет. Были авторитетные утверждения, что согласие на брак могло даваться и в более раннем возрасте. Брак тогда будет действительным до тех пор, как ни одна из двух сторон не расторгнет брачное соглашение до достижения половой зрелости, или не вступит в брачные отношения. Судом признавались браки, основанные на брачных соглашениях, заключённых в возрасте младше 7 лет, несмотря на слова Грациана; есть записи о браках 2 и 3-летних детей.
Американские колонии следовали английский традиции, но закон был не более чем ориентиром. Например, Мэри Хэтэуэй (Вирджиния, 1689) было только 9 лет, когда она вышла замуж за Уильяма Уильямса. Сэр Эдвард Кокс (Англия, XVII век) прояснил ситуацию: «брак девочек в возрасте до 12 лет считался нормой, и возраст, в котором девушка, которая была женой и имела право на часть наследства от имущества её мужа, был 9 лет, хотя её мужу и было всего четыре года». Достоверные данные о возрасте вступления в брак очень трудно найти. В Англии, например, имеются достоверные данные о брачном возрасте начала современной эпохи, которые приходят из записей только о тех, кто оставил имущество после их смерти. Трудность не только в относительно редких записях, не во всех записях беспокоились об указании возраста участников и кажется, что чем более полная запись, тем больше шансов обнаружить молодые браки. Кроме того, историки XX—XXI вв. иногда показывают нежелание принять данные о молодом возрасте вступления в брак, вместо этого объясняя имеющиеся записи искажёнными ввиду неправильного прочтения древних копий записей.
Во Франции до Французской революции брачный возраст для девочек составлял 12 лет, для мальчиков 14 лет. Революционное законодательство в 1792 году увеличило возраст до 13 лет для девочек и до 15 лет для мальчиков. После принятия Кодекса Наполеона в 1804 году брачный возраст установлен в 15 лет для девочек и 18 лет для мальчиков. В 2006 году брачный возраст для девочек увеличен до 18 лет, так же, как и для мальчиков.
В последние годы происходили изменения брачного возраста для девочек и мальчиков, которые в конце концов уравнены и на тот период установлены в 18 лет. В странах, где возраст не одинаков, брачный возраст для девушек обычно на 2 или 3 года меньше, чем для мальчиков.

## Брачный возраст: право или исключение
В большинстве стран брачный возраст, как правило, составляет 18 лет. Тем не менее, большинство из этих стран имеют исключения для несовершеннолетних, требующих родительского и / или судебного разрешения. Эти исключения значительно варьируются в зависимости от страны. Фонд ООН в области народонаселения установил следующее:

В 2010 году 158 стран сообщили, что 18 лет устанавливается минимальным возрастом для вступления в брак для женщин без согласия родителей или судебного согласия. Тем не менее, в 146 странах, государственным законом или обычаем позволяется девушке моложе 18 лет выходить замуж с согласия родителей или других органов; в 52 странах девушки в возрасте до 15 лет могут вступать в брак с согласия родителей. В отличие от этого, 18 лет является юридическим возрастом вступления в брак без согласия среди мужчин в 180 странах. Кроме того, в 105 странах мальчики могут вступать в брак с согласия родителей или соответствующей власти, и в 23 странах мальчики в возрасте до 15 лет могут вступать в брак с согласия родителейОригинальный текст (англ.)In 2010, 158 countries reported that 18 years was the minimum legal age for marriage for women without parental consent or approval by a pertinent authority. However, in 146 countries, state or customary law allows girls younger than 18 to marry with the consent of parents or other authorities; in 52 countries, girls under age 15 can marry with parental consent. In contrast, 18 is the legal age for marriage without consent among males in 180 countries. Additionally, in 105 countries, boys can marry with the consent of a parent or a pertinent authority, and in 23 countries, boys under age 15 can marry with parental consent
В западных странах в последние годы браки подростков стали редки, их частота резко сократилось за последние несколько десятилетий. Например, в Финляндии, где несовершеннолетняя молодёжь может получить специальное судебное разрешение на вступление в брак, сегодня заключается только 30—40 таких браков в год (и большинство супругов имеют возраст 17 лет), в то время как в начале 1990-х годов ежегодно регистрировалось более 100 несовершеннолетних браков.

## Статистика по странам
В следующих таблицах если ячейка «Разрешено женщинам (лет)» пустая, содержимое ячейки «Разрешено мужчинам (лет)» означает общий минимальный возраст.

### Африка
| Страна              | Разрешено мужчинам (лет) | Разрешено женщинам (лет) | Примечания |
| ------------------- | ------------------------ | ------------------------ | --- |
| Алжир               | 19                       | 19                       | [ 19 ] |
| Ангола              | 18                       | 18                       | с согласия родителей для мужчин с 16 лет, для женщин с 15 лет. |
| Камерун             | 15                       | 18                       | [ 21 ] |
| Египет              | 21                       | 21                       | с согласия родителей с 18 лет. |
| Эфиопия             | 18                       | 18                       | [ 23 ] |
| Кения               | 18                       | 18                       | для мужчин с согласия родителей с 16 лет. |
| Лесото              | 21                       | 21                       | с согласия родителей для мужчин с 18 лет, для женщин с 16 лет |
| Либерия             | 21                       | 18                       | с согласия родителей для мужчин с 18 лет, для женщин с 16 лет |
| Ливия               | 20                       | 20                       | может быть снижен по судебному решению, если это основано на пользе или необходимости, и с согласия вали. |
| Маврикий            | 18                       | 18                       | с согласия родителей с 16 лет |
| Мадагаскар          | 18                       | 17                       | [ 29 ] |
| Мали                | 18                       | 16                       | [ 30 ] |
| Мавритания          | 18                       | 18                       | Несмотря на установленный законодательством брачный возраст, судьи могут использовать свои дискреционные полномочия, чтобы сочетать браком даже несовершеннолетних. |
| Марокко             | 18                       | 18                       | Критерию брачного возраста не всегда следуют в сельской местности, также многие судьи не придерживаются этого закона и позволяют женщинам младше 18 лет вступать в брак. |
| Мозамбик            | 18                       | 18                       | с согласия родителей с 16 лет |
| Намибия             | 21                       | 21                       | с согласия родителей с 18 лет |
| Нигер               | 18                       | 15                       | возможно вступить в брак раньше с согласия родителей |
| Нигерия             | 18                       | 18                       | [ 23 ] |
| Сан-Томе и Принсипи | 18                       | 18                       | с согласия родителей для мужчин с 16 лет, для женщин с 14 лет. |
| Сенегал             | 18                       | 16                       | [ 37 ] |
| Сомали              | 18                       | 16                       | Для женщин с согласия опекуна. Суд может предоставить освобождение от минимального возраста, в случае необходимости. |
| Южная Африка        | 18                       | 18                       | - Для вступления в брак в соответствии с Актом о браке (1961 г.), согласие родителей требуется для брака лиц, не достигших совершеннолетия, которое ранее наступало в 21 год, но сейчас в 18 лет. Специальное разрешение Министра внутренних дел необходимо при вступлении в брак девушки, младше 15 лет, или мужчины младше 18 лет. - В соответствии с Актом гражданских союзов (2006), который разрешил и однополые и браки противоположных полов, обе стороны должны быть старше 18 лет. - Согласно Закону о признании браков (1998), обычные браки, заключённые после принятия закона, будут признаны, только если обе стороны были 18 лет и старше |
| Судан               | Половая зрелость         | Половая зрелость         | Требуется добровольное согласие обеих сторон |
| Южный Судан         | 18                       | 18                       | С согласия обеих сторон, в соответствии с Законом Южного Судана о детях 2008 года |
| Свазиленд           | 21                       | 21                       | с согласия родителей для мужчин с 18 лет, для женщин с 16 лет |
| Танзания            | 18                       | 18                       | с согласия родителей с 14 лет |
| Того                | 20                       | 17                       | [ 47 ] |
| Тунис               | 18                       | 18                       | Младше со специального судебного разрешения при неотложной причине и явной заинтересованности обоих супругов |
| Замбия              | 21                       | 21                       | [ 49 ] |
| Зимбабве            | 18                       | 18                       | с согласия родителей с 16 лет |

### Азия
| Страна                        | Разрешено мужчинам (лет) | Разрешено женщинам (лет) | Примечания |
| ----------------------------- | ------------------------ | ------------------------ | --- |
| Азербайджан                   | 18                       | 17                       | в особых случаях для мужчин с 17 лет, для женщин с 16 лет |
| Армения                       | 18                       | 18                       | Брачный возраст с 18 лет для обоих полов установлен в 2012 году, до этого было 17 лет для женщин и 18 для мужчин. 7 июня 2024 года был отменен закон об исключений, при котором можно было заключать браки. Раньше брак в возрасте 17 лет допускался с согласия родителей, а в возрасте 16 лет с согласия родителей и при условии, что другой волеизъявляющий вступавший в брак супруг достиг как минимум 18 лет. |
| Афганистан                    | 18                       | 16                       | В некоторых случаях молодые девушки вынуждены вступать в брак с 8 лет |
| Бангладеш                     | 21                       | 18                       | Закон Бангладеш предусматривает штрафные санкции за заключение несовершеннолетними браков, хотя такие союзы не признаны недействительными. Несмотря на закон, уровень детских браков в Бангладеш является одним из самых высоких в мире. Каждые 2 из 3 союзов являются детскими браками. |
| Бутан                         | 18                       | 18                       | [ 58 ] |
| Бруней                        | 18                       | 18                       | Минимальный законный возраст для вступления в брак без согласия родителей варьируется в разных штатах / провинциях, этнических группах, религиозных группах или форме брака. |
| Грузия                        | 18                       | 18                       | с согласия родителей с 16 лет |
| Камбоджа                      | 16                       | 13                       | |
| Китай                         | 22                       | 20                       | [ 61 ] |
| Гонконг                       | 21                       | 21                       | С согласия родителей с 16 лет. |
| Индия                         | 21                       | 18                       | Если кто-либо из партнёров вступил в брак в более молодом возрасте, он или она может требовать признать брак недействительным. Недавние рекомендации Законодательной комиссии стремятся к уравнению брачного возраста для мужчин и женщин до 16 лет Официальная политика автоматически объявляет браки до 15 лет «не имеющими законной силы», в то время как браки в возрасте 14 или 15 лет являются «оспоримыми». В 2012 году Верховный суд заявил, что мусульманские женщины могут вступать в брак в 15 лет. Кроме того, в докладе говорится, что «несмотря на эти юридические положения, детские браки по-прежнему широко практикуются и брак, заключённый в нарушение этих положений, не недействителен, даже при новых PCMA (1929), Индусском законе о браке (1955), а также следуя мусульманскому праву». |
| Индонезия                     | 19                       | 16                       | Брак возрастом ранее является законным с родительского и судебного согласия |
| Иран                          | 18                       | 15                       | С судебного согласия для мужчин с 15 лет, для женщин с 13 лет. |
| Ирак                          | 18                       | 18                       | С 15 лет с судебного разрешения, если устанавливается пригодность, физические возможности и согласие опекуна (или необоснованное возражение со стороны опекуна). |
| Израиль                       | 18                       | 18                       | Минимальный брачный возраст увеличился до 17 лет с 18 ноября 2013 года. Семья может в суде признать брак для 16 лет и выше в особых случаях. |
| Япония                        | 18                       | 16                       | С согласия родителей для мужчин с 18 лет, для женщин с 16 лет |
| Иордания                      | 18                       | 18                       | [ 71 ] |
| Казахстан                     | 18                       | 17                       | С согласия родителей с 16 лет |
| Кипр                          | 18                       | 18                       | с согласия родителей с 16 лет, при наличии серьёзных причин для брака |
| Южная Корея                   | 19                       | 19                       | С согласия родителей с 18 лет |
| Кувейт                        | 17                       | 15                       | [ 75 ] |
| Кыргызстан                    | 18                       | 18                       | При наличии уважительных причин исполнительные органы местного самоуправления по месту жительства лиц, желающих вступить в брак, вправе по просьбе данных лиц снизить брачный возраст для мужчин и женщин не более чем на один год (17 лет) на основании комиссионного заключения территориальных подразделений уполномоченного государственного органа по защите детей. |
| Ливан                         | 18                       | 17                       | Для мужчин с 15, для женщин с 9 лет с судебного разрешения для шиитов. С 18 лет для мужчин и 17 для женщин, или с 16 для мужчин и 15 для женщин с судебного разрешения для друз. |
| Малайзия                      | 21                       | 21                       | С 18 лет с согласия родителей. Мусульманские девушки младше 16 лет могут вступать в брак с согласия шариата |
| Мальдивы                      | 18                       | 18                       | Согласно обычаю, минимальный брачный возраст 15 лет. Закон о Защите прав ребёнка запрещает браки до достижения 16 лет. |
| Непал                         | 20                       | 20                       | С согласия родителей с 18 лет |
| Северная Корея                | 18                       | 17                       | [ 82 ] |
| Оман                          | 18                       | 18                       | В то время как установлен законом минимальный возраст 18 лет, обычай до сих пор признаёт браки в возрасте до 18 лет |
| Пакистан                      | 18                       | 16 (18 в провинции Синд) | Несмотря на закон запрещающий детские браки, их практика широко распространена. Основываясь на двух отчётах 2013 года, более 50 % всех браков в Пакистане заключаются с девочками младше 18 лет. Ещё один доклад ЮНИСЕФ утверждает, что 70 % девочек в Пакистане вступили в брак в возрасте до 16 лет. Также имеется обычай в Пакистане, который называется свара или вани, обозначающий принятие решений семейных споров старейшинами общины, когда включает в себя старост решении семейных споров путём погашения неоплаченных долгов путём выдачи замуж девушек. Средний брачный возраст свары — девочки от 5 до 9 лет. |
| Государство Палестина         | 16                       | 15                       | С согласия родителей |
| Монголия                      | 18                       | 18                       | [ 90 ] |
| Филиппины                     | 21                       | 21                       | С согласия родителей с 18 лет |
| Катар                         | 18                       | 16                       | Ранее возрастом — с согласия родителей. Не установлен минимальный возраст для вступления в брак с согласия родителей, разрешается только в соответствии с религиозными и культурными нормами, и с разрешения правомочного суда |
| Саудовская Аравия             | Нет                      | Нет                      | |
| Сингапур                      | 21                       | 21                       | С согласия родителей с 18 лет; после 18 со специальной брачной лицензией. |
| Шри-Ланка                     | 18                       | 18                       | Тем не менее, стороны должны иметь разрешение Кади на брак до заключения брачного контракта, если они мусульмане |
| Сирия                         | 18                       | 18                       | Фонд Томсона Реутера отмечает, что заключаются детские браки от 13 лет |
| Тайвань                       | 20                       | 20                       | С разрешения статутного агента для мужчин с 18 лет, для женщин с 16 лет. |
| Таджикистан                   | 18                       | 18                       | С согласия родителей с 17 лет |
| Таиланд                       | 20                       | 20                       | С согласия родителей с 17 лет |
| Объединённые Арабские Эмираты | 18                       | 18                       | Пока ОАЭ подчиняются законам шариата, существует минимальный брачный возраст |
| Турция                        | 18                       | 18                       | с 17 лет с родительского согласия, с 16 лет при особых обстоятельствам с судебного разрешения . |
| Узбекистан                    | 18                       | 18                       | При наличии уважительных причин, в исключительных случаях (беременность, рождение ребёнка, объявление несовершеннолетнего полностью дееспособным (эмансипация), хоким района, города по месту государственной регистрации брака может по просьбе лиц, желающих вступить в брак, снижать брачный возраст, но не более чем на один год. |
| Вьетнам                       | 20                       | 18                       | |
| Йемен                         | 15                       | 15                       | «Human Rights Watch» отмечает отсутствие установленного законом минимального брачного возраста по законам шариата, Статистический отдел ООН также отмечает, что детские браки разрешены там, где «такой брак влечёт за собой некоторую очевидную выгоду» |

### Европа
Брачный возраст как право установлен с 18 лет во всех европейских странах, за исключением Андорры, Мальты и Шотландии, где он составляет 16 лет (для обоих полов), и Азербайджана, где он составляет 17 лет для женщин. Существуют исключения из этого общего правила (например, требуется специальное судебное и/или родительское согласие). В Европейском Союзе и Совете Европы брачный возраст находится в пределах юрисдикции отдельных государств-членов. В Стамбульской конвенции — первом законном ограничительном инструменте в области предотвращения и борьбы с насилием в отношении женщин и насилием в семье, требовалось от стран, которые ратифицируют её, запретить принудительные браки (статья 37) и обеспечить лёгкое аннулирование принудительных браков без дальнейшей виктимизации (статья 32), но никак не упоминает о минимальном возрасте вступления в брак.
| Страна             | Разрешено мужчинам (лет) | Разрешено женщинам (лет) | Примечания |
| ------------------ | ------------------------ | ------------------------ | --- |
| Албания            | 18                       | 18                       | [ 104 ] [ 105 ] |
| Андорра            | 16                       | 16                       | с судебного разрешения с 14 лет |
| Австрия            | 18                       | 18                       | с 16 лет с согласия родителей, но другой партнёр должен быть 18 лет или старше |
| Беларусь           | 18                       | 18                       | в особых случаях с 15 лет |
| Бельгия            | 18                       | 18                       | Ранее возрастом — с судебной согласия (без строгого определения минимального брачного возраста). С согласия родителей, при наличии серьёзных причин для вступления несовершеннолетнего в брак; без согласия родителей — несогласие должно являться злоупотреблением. |
| Болгария           | 18                       | 18                       | Новый Семейный кодекс (2009) устанавливает брачный возраст в 18 лет, но допускает исключения для 16-летних, заявляя «В качестве исключения, при наличии существенных причин, брак может быть заключён лицом в возрасте до 16 лет с разрешения регионального судьи». Кроме того, он утверждает, что оба лица, желающие вступить в брак, а также родители/опекуны несовершеннолетнего, должны проконсультироваться с судьёй (Глава 2, Статья 6). |
| Хорватия           | 18                       | 18                       | с согласия суда с 16 лет |
| Чешская Республика | 18                       | 18                       | Статья 672 Закона № 89/2012 Гражданского кодекса (вступил в силу в 2014 году) гласит, что суд может в исключительных случаях позволить брак с 16 лет, если для этого есть серьёзные основания. |
| Дания              | 18                       | 18                       | с 15 лет с льготой, называемой «Kongebrev» (так называемое «письмо от царя, [предоставляющее исключение]»). |
| Эстония            | 18                       | 18                       | с судебного разрешения с 15 лет |
| Финляндия          | 18                       | 18                       | Ранее 18 лет с согласия министерства юстиции при чрезвычайных обстоятельствах, о которых выслушивается мнение родителей или опекуна, но фактически согласия родителей не требуется. |
| Франция            | 18                       | 18                       | с согласия суда и обоих родителей до достижения 18 лет |
| Германия           | 18                       | 18                       | с разрешения суда и согласия родителей с 16 лет |
| Гибралтар          | 18                       | 18                       | |
| Греция             | 18                       | 18                       | раньше 18 лет требуется разрешение суда, которое может быть дано, если имеются серьёзные основания для такого брака |
| Венгрия            | 18                       | 18                       | с согласия родителей с 16 лет |
| Исландия           | 18                       | 18                       | Ранее 18 лет с согласия родителей и разрешения Министерства внутренних дел. |
| Ирландия           | 18                       | 18                       | с разрешения суда с 18 лет |
| Италия             | 18                       | 18                       | С судебного разрешения с 16 лет |
| Латвия             | 18                       | 18                       | с судебного и/или родительского согласия с 16 лет |
| Литва              | 18                       | 18                       | с 15 лет с разрешения суда, несовершеннолетние могут вступать в брак раньше 15 лет с разрешения суда, если они беременные |
| Люксембург         | 18                       | 18                       | Новый закон 2014 года зафиксировал брачного возраст в 18 лет для обоих полов; до этого возраст был 16 лет для женщин и 18 для мужчин. Новые законы всё ещё позволяют обоим полам с получения судебного согласия вступать в брак до 18 лет |
| Нидерланды         | 18                       | 18                       | до 18 лет с разрешения министра юстиции; до 16 лет с согласия родителей, в случае беременности |
| Норвегия           | 18                       | 18                       | с 16 лет с согласия родителей (опекуна) и разрешения губернатора округа. Губернатор округа может дать разрешение, только когда есть «особые причины для заключения брака» |
| Мальта             | 16                       | 16                       | установлен возраст 16 лет независимо от согласия родителей |
| Польша             | 18                       | 18                       | для женщин с 16 лет с согласия суда |
| Португалия         | 18                       | 18                       | с согласия родителей с 16 лет (или, если невозможно получить согласие от родителей, его может дать суд). |
| Румыния            | 18                       | 18                       | с 16 лет с разрешения административного совета округа |
| Россия             | 18                       | 18                       | с 16 лет при особых обстоятельствах, но правила в некоторых регионах разные |
| Сербия             | 18                       | 18                       | с 16 лет с судебного согласия |
| Словакия           | 18                       | 18                       | с 16 лет с судебного согласия при наличии серьёзных причин, таких как беременность |
| Словения           | 18                       | 18                       | с 15 лет с родительского согласия |
| Испания            | 18                       | 18                       | с 16 лет с судебного согласия |
| Швеция             | 18                       | 18                       | до 18 лет с разрешения уездного правления (LST). Окружной административный совет может дать разрешение, только когда есть «особые причины», но хотя опекуны несовершеннолетних должны быть выслушаны, если это возможно, их согласие не требуется. Хотя закон не определяет нижний предел возраста для вступления в брак, политика LST, заключается в непредоставлении любых разрешений людям в возрасте до 15 лет.                            |
| Швейцария          | 18                       | 18                       | [ 126 ] |
| Украина            | 18                       | 18                       | Возраст установлен в 18 лет для обоих полов в 2012 году, но до сих пор суды могут давать разрешение с 16 лет, если есть особые причины |
| Великобритания     | 18 (16 для Шотландии)    | 18 (16 для Шотландии)    | Англия и Уэльс: с 16 лет с согласия родителей Шотландия: с 16 лет Северная Ирландия: с 16 лет с согласия родителей (в некоторых случаях согласие может дать суд) |

### Северная Америка и Центральная Америка
| Страна                    | Разрешено мужчинам (лет)           | Разрешено женщинам (лет)           | Примечания |
| ------------------------- | ---------------------------------- | ---------------------------------- | --- |
| Антигуа и Барбуда         | 18                                 | 18                                 | с 15 лет с согласия родителей |
| Багамские Острова         | 18                                 | 18                                 | Закон о браке (1908) не указывает минимального возраста при согласии родителей или по постановлению Верховного суда |
| Барбадос                  | 18                                 | 18                                 | с 16 лет с согласия родителей |
| Белиз                     | 18                                 | 18                                 | с 14 лет с согласия родителей |
| Канада                    | 18/19                              | 18/19                              | Брак в Канаде регулируется как федеральным, так и местным законодательством. Минимальный возраст, для вступления в брак установлен федеральным законом при достижении 16 лет, Закон о гражданском браке гласит: Нет человека, который в возрасте 16 лет может вступить в брак. Кроме того, в провинциях могут установить процедурные требования для вступления в брак несовершеннолетнего, который достиг 16 лет, но не достиг совершеннолетия (18 или 19 лет), например, требование на согласие родителей или разрешение судьи. Уголовный кодекс также запрещает брак в возрасте до 16 лет: Все, кто празднует, помогает или принимает участие в обряде или церемонии заключения брака, зная, что один из людей, вступающих в брак, моложе 16 лет, является виновным в совершении уголовного преступления и несёт ответственность в виде лишения свободы на срок не более пяти лет. |
| Коста-Рика                | 18                                 | 18                                 | с 15 лет с согласия родителей |
| Куба                      | 18                                 | 16                                 | с согласия родителей для мужчин с 16 лет, для женщин с 14 лет |
| Доминика                  | 18                                 | 18                                 | с 16 лет с согласия родителей |
| Доминиканская Республика  | 18                                 | 18                                 | с 16 лет с согласия родителей |
| Сальвадор                 | 18                                 | 18                                 | с согласия родителей для мужчин с 15 лет, для женщин с 14 лет |
| Гренада                   | 21                                 | 21                                 | с 16 лет с согласия родителей |
| Гватемала                 | 18                                 | 18                                 | с согласия родителей для мужчин с 16 лет, для женщин с 14 лет |
| Гаити                     | 18                                 | 18                                 | с согласия родителей для женщин с 15 лет |
| Гондурас                  | 21                                 | 21                                 | с 18 лет с согласия родителей |
| Ямайка                    | 18                                 | 18                                 | с 16 лет с согласия родителей |
| Мексика                   | 18                                 | 18                                 | с согласия родителей для мужчин с 16 лет, для женщин с 14 лет |
| Никарагуа                 | 21                                 | 18                                 | с согласия родителей для мужчин с 15 лет, для женщин с 14 лет |
| Панама                    | 18                                 | 18                                 | с согласия родителей для мужчин с 16 лет, для женщин с 14 лет |
| Пуэрто-Рико               | 21                                 | 21                                 | с 18 лет с согласия родителей (младше 18 лет при получении лицензии в случае беременности или рождения ребёнка) |
| Тринидад и Тобаго         | 18                                 | 18                                 | с согласия родителей для мужчин с 14 лет, для женщин с 12 лет. Согласие родителей основывается на религии, с минимальным порогом в 14 лет для мужчин и 12 для женщин |
| Соединённые Штаты Америки | 18 (19 в Небраске, 21 в Миссисипи) | 18 (19 в Небраске, 21 в Миссисипи) | Большинство штатов позволяют несовершеннолетним вступать в брак с судебного и / или родительского согласия. В 27 штатах минимальный возраст брака с разрешения суда не установлен вовсе. Из остальных 23 штатов минимальный возраст для брака «по согласию» установлены в Массачусетсе (12Ж/14М) и Нью-Гэмпшире (13Ж/14М). |

### Океания
| Страна               | Разрешено мужчинам (лет) | Разрешено женщинам (лет) | Примечания                                                                               |
| -------------------- | ------------------------ | ------------------------ | ---------------------------------------------------------------------------------------- |
| Австралия            | 18                       | 18                       | 16 с разрешения суда и обоих родителей (предоставляется только в исключительных случаях) |
| Фиджи                | 18                       | 18                       | [ 153 ]                                                                                  |
| Микронезия           | 18                       | 16                       | Раньше 16 лет для женщин с согласия родителей                                            |
| Науру                | 18                       | 16                       | [ 155 ]                                                                                  |
| Новая Зеландия       | 18                       | 18                       | с согласия родителей с 16 лет                                                            |
| Папуа — Новая Гвинея | 21                       | 21                       | [ 157 ]                                                                                  |

### Южная Америка
| Страна    | Разрешено мужчинам (лет) | Разрешено женщинам (лет) | Примечания |
| --------- | ------------------------ | ------------------------ | --- |
| Аргентина | 18                       | 18                       | с 16 лет с согласия родителей, младше с судебного согласия в исключительных случаях                                                                 |
| Бразилия  | 18                       | 18                       | с 16 лет с родительского или опекунского согласия                                                                                                   |
| Боливия   | 21                       | 21                       | с согласия родителей или опекуна мужчины могут жениться с 16 лет, женщины с 14 лет. Исключения могут быть сделаны для беременных несовершеннолетних |
| Чили      | 18                       | 18                       | с 16 лет с согласия родителей |
| Колумбия  | 18                       | 18                       | с 14 лет с согласия родителей |
| Эквадор   | 18                       | 18                       | младше 18 лет с согласия родителей |
| Парагвай  | 20                       | 20                       | с 16 лет с согласия родителей |
| Перу      | 18                       | 18                       | с 16 лет с согласия родителей |
| Уругвай   | 18                       | 18                       | с 16 лет с согласия родителей |
| Венесуэла | 18                       | 18                       | с согласия родителей для мужчин с 16 лет, для женщин с 14 лет                                                                                       |

## По религии

### Православие
В каноническом Православии нет единого возраста для вступления в брак, при этом существуют как нижние, так и верхние границы:
| Источник                 | Мужчины, не менее (лет) | Женщины, не менее (лет) | Мужчины, не более (лет) | Женщины, не более (лет) |
| ------------------------ | ----------------------- | ----------------------- | ----------------------- | ----------------------- |
| Эклога                   | 15                      | 13                      |                         |                         |
| Прохирон                 | 14                      | 12                      |                         |                         |
| Правила святых апостолов |                         |                         | 70                      | 60                      |

Русская православная церковь применяла и применяет следующие правила:
- до 1830 года брачное совершеннолетие устанавливалось по «Эклоге» (15 лет для юношей, 13 для девушек);
- с 1830 года согласно царскому указу нижний возраст был установлен в 18 лет для юношей, 16 для девушек, кроме Закавказья, где было оставлено прежнее правило (15/13 лет). Нарушение светского нижнего предела, но при соблюдении канонического (15/13 лет) считалось препятствием заключения брака, но не расторгающим (то есть в случае заключения брака он был действительным, но вступал в силу по достижении совершеннолетия)[168].

С точки зрения А. А. Ференс-Сороцкого, в настоящий момент канонического возраста в РПЦ не существует, и церковь руководствуется светским законодательством, меняющимся от страны к стране, хотя есть и апологеты древнего канонического возраста (15/13 лет), считающие, что ранний брак лучше раннего разврата.

### Католицизм
|                      | Разрешено мужчинам (лет) | Разрешено женщинам (лет) | Примечания |
| -------------------- | ------------------------ | ------------------------ | --- |
| Католическая церковь | 16                       | 14                       | Каноническое препятствие (can. 1083 § 1). Конференция епископов может принять закон о более старшем возрасте (§ 2). В то время как каноническое препятствие делает брак недействительным, то здесь брак всё же будет действителен, но незаконен. Брак вопреки директиве, имеющей силу по всему миру, необходимо узаконить (can. 1071 § 1 no. 2), что, в случае разумных и справедливых законов о брачном возрасте обычно не разрешается. Разрешение обычно требуется также в случае вступления в брак несовершеннолетнего (то есть до 18 лет), когда его родители не знают о его браке, или если родители разумно препятствуют его браку (can. 1071 § 1 no. 6). |

#### Возраст, установленный Конференцией епископов
|                | Разрешено мужчинам (лет) | Разрешено женщинам (лет) | Примечания                                                                      |
| -------------- | ------------------------ | ------------------------ | ------------------------------------------------------------------------------- |
| Канада         | 18                       | 18                       | [ 170 ]                                                                         |
| Англия и Уэльс | 16                       | 16                       | [ 171 ]                                                                         |
| Гамбия         | 18                       | 16                       | [ 172 ]                                                                         |
| Либерия        | 18                       | 16                       | [ 172 ]                                                                         |
| Новая Зеландия | 18                       | 18                       | [ 170 ]                                                                         |
| Нигерия        | см. примечание           | см. примечание           | Каждый епископ имеет право установить более высокий минимальный брачный возраст |
| Филиппины      | 21                       | 18                       | [ 174 ]                                                                         |
| Сьерра-Леоне   | 18                       | 16                       | [ 172 ]                                                                         |

### Ислам
Законы шариата содержат систему правил, которая в целом сложилась к концу IX века. Единый кодекс отсутствует, интерпретация базируется на работах по исламской юриспруденции, целью которых была интерпретация этих неизменяемых правил. Система правил — фикх — основана на текстах Корана, Сунны, иджмы и кияса. Существуют пять основных школ интерпретации (мазхабов): четыре суннитских и одна шиитская, а также много сравнительно небольших мазхабов. Конкретные детали варьируются в зависимости от мазхаба.
Согласно Исламу, вступление в брак является долгом физически и умственно здорового, материально достаточного, мусульманина. При этом брак законен при условиях вменяемости и соблюдения минимального возраста (в классическом исламе определяемого как достижение половой зрелости). Этот возраст не обязательно, но часто, совпадает с совершеннолетием в гражданском праве. Половая зрелость оценивается через появление эякуляции или менструации, но не ранее, чем в минимальном возрасте пубертата, в случае отсутствия признаков брачным возрастом считается:
| Мазхабы                | Совершеннолетие (мужчины) | Совершеннолетие (женщины) | Минимальный пубертат (мужчины) | Минимальный пубертат (женщины) | Примечания |
| ---------------------- | ------------------------- | ------------------------- | ------------------------------ | ------------------------------ | ---------- |
| Шафиитский (сунниты)   | 15                        | 15                        |                                |                                | [ 177 ]    |
| Ханбалитский (сунниты) | 15                        | 15                        |                                |                                | [ 177 ]    |
| Маликитский (сунниты)  | 17                        | 17                        |                                |                                | [ 177 ]    |
| Ханафитский (сунниты)  | 18                        | 17                        | 12                             | 9                              | [ 177 ]    |
| Джафаритский (шииты)   | 15                        | 9                         |                                |                                | [ 177 ]    |

Совершеннолетние мужчина и женщина при вступлении в брак должны выразить своё согласие, при этом только у шиитов и в Ханафитском мазхабе женщина формально может заключить брак от своего имени, хотя на практике всегда используется опекун — вали, использование которого обязательно в остальных трёх суннитских мазхабах. Все мазхабы позволяют вали выдать свою подопечную замуж до достижения половой зрелости, часто такие браки заключаются в младенческом возрасте. При этом консуммация брака откладывается до полового созревания. Если вали не является отцом или дедушкой невесты, она может по достижении зрелости, но до консуммации, отказаться от брака (это возможно только через суд).
Проблема детских браков вызывает споры у исламских юристов, некоторые утверждают, что основанием никаха является согласие будущих супругов, для выражение которого дети не являются достаточно развитыми, их оппоненты указывают на пример Аиши, которая вышла замуж в возрасте семи лет.